# Leucania orizaba
Leucania orizaba là một loài bướm đêm trong họ Noctuidae.